# Fußball- und Sportverein Zwickau 2021-2022
Questa voce raccoglie le informazioni riguardanti il Fußball- und Sportverein Zwickau nelle competizioni ufficiali della stagione 2021-2022.

## Stagione
Nella stagione 2021-2022 il Zwickau, allenato da Joe Enochs, concluse il campionato di 3. Liga al 10º posto.

## Rosa
| N. |                     | Ruolo | Calciatore        |
| -- | ------------------- | ----- | ----------------- |
| 1  | Germania (bandiera) | P     | Johannes Brinkies |
| 2  | Germania (bandiera) | D     | Felix Brand       |
| 3  | Germania (bandiera) | D     | Anthony Syhre     |
| 4  | Germania (bandiera) | D     | Tim Birkner       |
| 6  | Germania (bandiera) | C     | Maximilian Jansen |
| 7  | Germania (bandiera) | C     | Yannic Voigt      |
| 8  | Germania (bandiera) | A     | Marcel Hilßner    |
| 9  | Germania (bandiera) | A     | Lars Lokotsch     |
| 10 | Namibia (bandiera)  | C     | Manfred Starke    |
| 11 | Germania (bandiera) | A     | Dustin Willms     |
| 12 | Grecia (bandiera)   | P     | Dimitrios Gkoumas |
| 13 | Germania (bandiera) | C     | Mike Könnecke     |
| 14 | Italia (bandiera)   | D     | Max Reinthaler    |
| 15 | Germania (bandiera) | A     | Ronny König       |

| N. |                        | Ruolo | Calciatore       |
| -- | ---------------------- | ----- | ---------------- |
| 16 | Germania (bandiera)    | D     | Nils Butzen      |
| 17 | Croazia (bandiera)     | D     | Adam Sušac       |
| 18 | Stati Uniti (bandiera) | A     | Johan Gómez      |
| 19 | Germania (bandiera)    | D     | Davy Frick       |
| 20 | Germania (bandiera)    | C     | Luca Horn        |
| 21 | Germania (bandiera)    | D     | Marco Schikora   |
| 22 | Germania (bandiera)    | D     | Can Coskun       |
| 23 | Germania (bandiera)    | C     | Marius Hauptmann |
| 25 | Germania (bandiera)    | D     | Steffen Nkansah  |
| 26 | Germania (bandiera)    | P     | Max Sprang       |
| 27 | Germania (bandiera)    | C     | Yannik Möker     |
| 28 | Germania (bandiera)    | A     | Dominic Baumann  |
| 29 | Germania (bandiera)    | P     | Matti Kamenz     |
| 31 | Germania (bandiera)    | C     | Patrick Göbel    |

## Organigramma societario
Area tecnica
- Allenatore: Joe Enochs
- Allenatore in seconda: Robin Lenk
- Preparatore dei portieri: Steffen Süßner
- Preparatori atletici: Christoph Rezler

## Calciomercato

### Sessione estiva
| Acquisti | Acquisti          | Acquisti         | Acquisti |
| R.       | Nome              | da               | Modalità |
| -------- | ----------------- | ---------------- | -------- |
| C        | Patrick Göbel     | Uerdingen 05     |          |
| A        | Dominic Baumann   | Kickers Würzburg |          |
| D        | Felix Brand       | Astoria Walldorf |          |
| D        | Nils Butzen       | Hansa Rostock    |          |
| P        | Dimitrios Gkoumas | Norimberga U19   |          |
| C        | Luca Horn         | Hansa Rostock    |          |
| D        | Max Reinthaler    | Hansa Rostock    |          |
| D        | Adam Sušac        | Osnabrück        |          |
| C        | Yannic Voigt      | VfB Auerbach     |          |

| Cessioni | Cessioni           | Cessioni        | Cessioni |
| R.       | Nome               | a               | Modalità |
| -------- | ------------------ | --------------- | -------- |
| C        | Leon Jensen        | Karlsruhe       |          |
| C        | Nils Miatke        | Meuselwitz      |          |
| D        | Ali Odabas         | Aalen           |          |
| D        | Morris Schröter    | Dinamo Dresda   |          |
| D        | Jozo Stanić        | Augusta         |          |
| D        | Bastian Strietzel  | Carl Zeiss Jena |          |
| C        | Maximilian Wolfram | Ingolstadt 04   |          |

### Sessione invernale
| Acquisti | Acquisti       | Acquisti      | Acquisti |
| R.       | Nome           | da            | Modalità |
| -------- | -------------- | ------------- | -------- |
| A        | Marcel Hilßner | Coventry City |          |

| Cessioni | Cessioni | Cessioni | Cessioni |
| R.       | Nome     | a        | Modalità |
| -------- | -------- | -------- | -------- |

## Risultati

### 3. Liga

#### Girone di andata
| Arbitro: | Fuchs |

|          |           |                       |
| König 3’ | Marcatori | 13’ Pherai 58’ Raschl |

| Arbitro: | Burda |

|            |           |               |
| Handle 72’ | Marcatori | 85’ Hauptmann |

| Arbitro: | Hussein |

|              |           |             |
| Schikora 17’ | Marcatori | 59’ Hemlein |

| Arbitro: | Alt |

|                    |           |  |
| Ihorst 8’ Peña 59’ | Marcatori |  |

| Arbitro: | Ballweg |

|             |           |               |
| Baumann 15’ | Marcatori | 89’ Benyamina |

| Arbitro: | Exner |

|                    |           |           |
| Nkansah 19’ (aut.) | Marcatori | 73’ König |

| Arbitro: | Benen |

|                           |           |                                 |
| Schikora 18’ Lokotsch 73’ | Marcatori | 49’ Derstroff 71’ Titsch-Rivero |

| Arbitro: | Speckner |

|              |           |                                    |
| Schikora 36’ | Marcatori | 43’ Šapina 45’ Schäfer 46’ Rabihic |

| Arbitro: | Bauer |

|  |           |                     |
|  | Marcatori | 25’ Gómez 63’ Möker |

| Zwickau 26 settembre 2021, ore 14:00 CEST 10ª giornata | Zwickau    | 0 – 0 referto | Friburgo II | GGZ Arena (3 377 spett.)\| Arbitro: \| Hanslbauer \| |
| Arbitro:                                               | Hanslbauer |               |             |                                                      |

| Arbitro: | Schwengers |

|  |           |           |
|  | Marcatori | 73’ König |

| Arbitro: | Gerach |

|                                        |           |                     |
| Gómez 44’ (rig.) Baumann 87’ Voigt 90’ | Marcatori | 29’ Ajani 46’ Ademi |

| Arbitro: | Sather |

|           |           |             |
| Höger 68’ | Marcatori | 75’ Baumann |

| Arbitro: | Hildenbrand |

|                          |           |  |
| Baumann 49’ Schikora 57’ | Marcatori |  |

| Arbitro: | Aarnink |

|                             |           |                       |
| Thiel 22’ (rig.) Goppel 55’ | Marcatori | 37’ König 61’ Baumann |

| Arbitro: | Haslberger |

|                   |           |            |
| Burger 81’ (aut.) | Marcatori | 7’ Schuler |

| Arbitro: | Ballweg |

|                                   |           |                |
| Sararer 43’ Reinthaler 87’ (aut.) | Marcatori | 31’, 53’ Gómez |

| Arbitro: | Heft |

|             |           |                                     |
| Nkansah 66’ | Marcatori | 3’ Günther-Schmidt 90’ (rig.) Jacob |

| Arbitro: | Burda |

|                        |           |                               |
| Pourié 29’ Breunig 74’ | Marcatori | 52’ (aut.) Dietz 90’ Schikora |

#### Girone di ritorno
| Arbitro: | Sather |

|                               |           |            |
| Pherai 21’ Pfanne 28’ Taz 46’ | Marcatori | 65’ Coskun |

| Arbitro: | Lechner |

|              |           |  |
| Lokotsch 90’ | Marcatori |  |

| Arbitro: | Kessel |

|                    |           |                                |
| Nkansah 32’ (aut.) | Marcatori | 3’ Horn 82’ Starke 90’ Baumann |

| Arbitro: | Cortus |

|          |           |  |
| Gómez 9’ | Marcatori |  |

| Berlino 16 marzo 2022, ore 19:00 CET 24ª giornata | Viktoria Berlino | 0 – 0 referto | Zwickau | Friedrich-Ludwig-Jahn-Sportpark (675 spett.)\| Arbitro: \| Hussein \| |
| Arbitro:                                          | Hussein          |               |         |                                                                       |

| Arbitro: | Speckner |

|  |           |                            |
|  | Marcatori | 38’ Boyd 58’ (rig.) Kiprit |

| Arbitro: | Fuchs |

|                           |           |  |
| Huth 6’ Titsch-Rivero 57’ | Marcatori |  |

| Paderborn 29 marzo 2022, ore 19:00 CEST 27ª giornata | Verl   | 0 – 0 referto | Zwickau | Benteler-Arena (832 spett.)\| Arbitro: \| Glaser \| |
| Arbitro:                                             | Glaser |               |         |                                                     |

| Arbitro: | Hanslbauer |

|             |           |                                |
| Baumann 35’ | Marcatori | 68’ Biankadi 72’ Bär 90’ Goden |

| Arbitro: | Stegemann |

|            |           |  |
| Vermeij 4’ | Marcatori |  |

| Arbitro: | Erbst |

|             |           |                                     |
| Baumann 57’ | Marcatori | 22’ (rig.) Higl 34’ Trapp 43’ Kunze |

| Arbitro: | Kampka |

|  |           |              |
|  | Marcatori | 32’ Könnecke |

| Arbitro: | Braun |

|                    |           |           |
| Verlaat 67’ (aut.) | Marcatori | 5’ Lebeau |

| Arbitro: | Willenborg |

|  |           |                                      |
|  | Marcatori | 20’ Lokotsch 65’ Baumann 81’ Nkansah |

| Arbitro: | Heft |

|                     |           |                |
| Möker 8’ Starke 90’ | Marcatori | 27’ Hollerbach |

| Arbitro: | Bauer |

|                                       |           |  |
| Ceka 23’ Frick 39’ (aut.) Brünker 88’ | Marcatori |  |

| Zwickau 30 aprile 2022, ore CEST 36ª giornata | Zwickau | – non disputata referto | Türkgücü | GGZ Arena |

| Arbitro: | Sather |

|            |           |           |
| Boeder 21’ | Marcatori | 79’ Gómez |

| Arbitro: | Bokop |

|                                                                                         |           |  |
| Baumann 22’, 49’ Reinthaler 63’ König 80’ Schneider 83’ (aut.) Hauptmann 86’ Starke 90’ | Marcatori |  |

## Statistiche

### Statistiche di squadra
| Competizione | Punti | In casa | In casa | In casa | In casa | In casa | In casa | In trasferta | In trasferta | In trasferta | In trasferta | In trasferta | In trasferta | Totale | Totale | Totale | Totale | Totale | Totale | DR |
| Competizione | Punti | G       | V       | N       | P       | Gf      | Gs      | G            | V            | N            | P            | Gf           | Gs           | G      | V      | N      | P      | Gf     | Gs     | DR |
| ------------ | ----- | ------- | ------- | ------- | ------- | ------- | ------- | ------------ | ------------ | ------------ | ------------ | ------------ | ------------ | ------ | ------ | ------ | ------ | ------ | ------ | -- |
| 3. Liga      | 48    | 19      | 6       | 7       | 6       | 27      | 24      | 18           | 5            | 8            | 5            | 19           | 20           | 37     | 11     | 15     | 11     | 46     | 44     | +2 |
| Totale       | 48    | 19      | 6       | 7       | 6       | 27      | 24      | 18           | 5            | 8            | 5            | 19           | 20           | 37     | 11     | 15     | 11     | 46     | 44     | +2 |

### Andamento in campionato
| Giornata  | 1  | 2  | 3  | 4  | 5  | 6  | 7  | 8  | 9  | 10 | 11 | 12 | 13 | 14 | 15 | 16 | 17 | 18 | 19 | 20 | 21 | 22 | 23 | 24 | 25 | 26 | 27 | 28 | 29 | 30 | 31 | 32 | 33 | 34 | 35 | 36 | 37 | 38 |
| --------- | -- | -- | -- | -- | -- | -- | -- | -- | -- | -- | -- | -- | -- | -- | -- | -- | -- | -- | -- | -- | -- | -- | -- | -- | -- | -- | -- | -- | -- | -- | -- | -- | -- | -- | -- | -- | -- | -- |
| Luogo     | C  | T  | C  | T  | C  | T  | C  | C  | T  | C  | T  | C  | T  | C  | T  | C  | T  | C  | T  | T  | C  | T  | C  | T  | C  | T  | T  | C  | T  | C  | T  | C  | T  | C  | T  | C  | T  | C  |
| Risultato | P  | N  | N  | P  | N  | N  | N  | P  | V  | N  | V  | V  | N  | V  | N  | N  |    | P  | N  | P  | V  | V  | V  | N  | P  | P  | N  | P  | P  | P  | V  | N  | V  | V  | P  | N  | N  | V  |
| Posizione | 14 | 13 | 13 | 16 | 16 | 16 | 14 | 16 | 16 | 16 | 14 | 12 | 12 | 10 | 11 | 11 | 13 | 13 | 13 | 13 | 12 | 11 | 11 | 11 | 11 | 11 | 11 | 12 | 12 | 14 | 13 | 12 | 10 | 10 | 10 | 11 | 11 | 10 |

Legenda:

Luogo: C = Casa; T = Trasferta. Risultato: V = Vittoria; N = Pareggio; P = Sconfitta.

### Statistiche dei giocatori
| D. Baumann    | 31 | 11 | 3 | 0 |
| T. Birkner    | 0  | 0  | 0 | 0 |
| F. Brand      | 0  | 0  | 0 | 0 |
| J. Brinkies   | 34 | 0  | 2 | 0 |
| N. Butzen     | 29 | 0  | 2 | 0 |
| C. Coskun     | 28 | 1  | 6 | 0 |
| D. Frick      | 25 | 0  | 6 | 1 |
| D. Gkoumas    | 0  | 0  | 0 | 0 |
| J. Gómez      | 34 | 6  | 5 | 0 |
| P. Göbel      | 32 | 0  | 2 | 0 |
| M. Hauptmann  | 29 | 2  | 6 | 0 |
| M. Hilßner    | 8  | 0  | 2 | 0 |
| L. Horn       | 23 | 1  | 2 | 0 |
| M. Jansen     | 15 | 0  | 4 | 0 |
| M. Kamenz     | 3  | 0  | 0 | 0 |
| R. König      | 35 | 5  | 2 | 0 |
| M. Könnecke   | 30 | 1  | 2 | 0 |
| L. Lokotsch   | 30 | 3  | 2 | 1 |
| Y. Möker      | 24 | 2  | 3 | 0 |
| S. Nkansah    | 32 | 2  | 4 | 1 |
| M. Reinthaler | 31 | 1  | 7 | 0 |
| M. Schikora   | 32 | 5  | 8 | 0 |
| M. Sprang     | 0  | 0  | 0 | 0 |
| M. Starke     | 31 | 3  | 3 | 0 |
| A. Sušac      | 6  | 0  | 0 | 0 |
| A. Syhre      | 4  | 0  | 0 | 0 |
| Y. Voigt      | 14 | 1  | 0 | 0 |
| D. Willms     | 14 | 0  | 2 | 0 |